# Tappaszanda
Tappaszanda vagy Tapasszanda (hettita nyelven 𒋰𒉺𒀸𒊭𒀭𒁕 Tap-pa-aš-ša-an-da) a korai Hettita Birodalom egyik hercegségének székhelye volt. A mai napig ismeretlen helyen fekszik, és csak egyetlen dokumentumból, Hattuszilisz végrendeletéből ismert, a CTH#6 katalógusszámú tábláról. Innen tudjuk, hogy Hattuszilisz legidősebb fia, az első kijelölt trónörökös, Huccijasz ennek a városnak az ura volt kegyvesztéséig.
A dokumentum szerint Tappaszanda adókedvezményt kért, majd annak megtagadása után fellázadt. Ez vezetett a herceg kitagadásához. A település egyetlen hettita dokumentumban sem fordul elő többet. Vagy lerombolták és elnéptelenedett, vagy más nevet kapott az események után.

## Külső hivatkozások
- I. Hattuszilisz[halott link]